# Karol Świerczewski
Karol Wacław Świerczewski, ps. „Walter” (ur. 10 lutego 1897 w Warszawie, zm. 28 marca 1947 pod Jabłonkami) – generał pułkownik Armii Czerwonej i generał broni ludowego Wojska Polskiego, kandydat nauk wojskowych, działacz komunistyczny, członek prezydium tajnego Centralnego Biura Komunistów Polski przy KC WKP(b) od stycznia do sierpnia 1944 roku i Komitetu Centralnego Polskiej Partii Robotniczej, wiceminister obrony narodowej, poseł do Krajowej Rady Narodowej i na Sejm Ustawodawczy 1947. Budowniczy Polski Ludowej.

## Życiorys
Urodził się przy ulicy Kaczej 6 w Warszawie na Woli w rodzinie robotniczej. Ojciec – Karol, był giserem w fabryce Gwiździńskiego w Warszawie, matka – Antonina z domu Jędrzejewska była robotnicą w fabryce platerów „Bracia Henneberg” w Warszawie. Był trzecim dzieckiem swoich rodziców i najstarszym z trzech synów; jego rodzeństwem byli Henryka, Leontyna, Lucyna, Zofia, Maksym, Tadeusz.
Uczęszczał do szkoły powszechnej, w której skończył dwie klasy. Wraz z ojcem podjął naukę tokarstwa metali, a po jego śmierci w 1912 pracował w warszawskich zakładach Gerlacha jako pomocnik tokarza i tokarz metalowiec. Do 1915 kształcił się w szkole wieczorowej przy ul. Składowej, prowadzonej przez Muzeum Rzemiosła i Sztuki Stosowanej. Po wybuchu I wojny światowej w sierpniu 1915 podczas masowej ewakuacji w głąb Rosji, został przesiedlony początkowo do Kazania, następnie do Moskwy.
Według przyjętego w PRL życiorysu był członkiem SDKPiL. Od stycznia 1916 pracował w moskiewskiej fabryce „Prowodnik” jako tokarz i metalowiec. W 1916 został powołany do armii rosyjskiej i wysłany na front. W 1917 wrócił z frontu do Moskwy i po wybuchu rewolucji październikowej wziął udział w walkach po stronie bolszewików, wstępując w listopadzie 1917 do 1 Moskiewskiego Oddziału Gwardii Czerwonej. Później wstąpił do Armii Czerwonej i walczył przeciwko oddziałom antybolszewickim w rejonie Moskwy.

### Rosja Radziecka i Związek Radziecki
W 1918 walczył przeciw Białym, m.in. oddziałom atamana Aleksieja Kaledina na Froncie Południowym. W pierwszą rocznicę rewolucji październikowej wstąpił do RKP(b), zostając komisarzem politycznym Armii Czerwonej. W listopadzie 1918 brał udział w tłumieniu antybolszewickiego powstania na Ukrainie, dowodzonego przez gen. Pawła Skoropadskiego. W 1919 został dowódcą kompanii w 123 pułku strzelców Armii Czerwonej, którą dowodził podczas walk nad rzeką Doniec. Walczył przeciwko wojskom Piotra Krasnowa i Antona Denikina. Za zasługi w tych walkach został mianowany dowódcą batalionu, a 12 maja 1920 odznaczony Orderem Czerwonego Sztandaru.
Podczas wojny polsko-bolszewickiej został, na własną prośbę, skierowany na Front Zachodni i walczył (wraz z armią Michaiła Tuchaczewskiego), jako dowódca 5 batalionu w 510 pułku strzelców (57 Dywizja Strzelców), przeciw oddziałom Wojska Polskiego II RP. W czasie tych walk, 22 lipca 1920, został dwukrotnie ranny w bitwie pod Chobnoje. Od lipca do października 1920 przebywał na leczeniu szpitalnym. W październiku został dowódcą batalionu w 49 zapasowym pułku strzelców w Archangielsku, a w lutym 1921 dowódcą batalionu w szkole im. Czerwonych Komunardów w Moskwie.
W 1921 skierowano go na kurs do Wyższej Szkoły Piechoty, następnie został mianowany z ramienia WKP(b) komisarzem politycznym, na Kursie Czerwonych Komunardów. W guberni tambowskiej tłumił powstanie chłopskie pod dowództwem Aleksandra Antonowa, potem został skierowany do Wyższej Szkoły Piechoty Dowódców Pułków, którą ukończył w 1924. Po jej ukończeniu skierowano go na studia do Akademii Wojskowej im. Frunzego, którą ukończył w 1927. W 1928 został oficerem radzieckiego wywiadu wojskowego Razwiedupru, w którym pozostał do śmierci. Po ukończeniu Akademii Frunzego objął funkcję szefa sztabu pułku kawalerii, a w 1929 mianowano go szefem IV Zarządu Sztabu Generalnego Armii Czerwonej. Funkcję tę pełnił do 1931, następnie był w dyspozycji Sztabu Generalnego do czasu wyjazdu do Hiszpanii w 1936. W tym okresie był komendantem szkoły Wojskowo-Politycznej i członkiem Sekcji Polskiej Międzynarodówki Komunistycznej, w której szkolono polskich komunistów (szkolił m.in. z elementów wojskowości Władysława Gomułkę).

### Hiszpania
W latach 1931–1933 i może również później, do roku 1936, Świerczewski był zaangażowany w szkolenia wojskowo-sabotażowe, prowadzone w Moskwie przez Komintern dla członków Komunistycznej Partii Hiszpanii. Jego dokładna rola jest nieznana, wiadomo jednak, że pisał dla Komisji Wykonawczej Kominternu szczegółowe raporty, sugerując m.in. różne środki dla podniesienia jakości szkoleń (m.in. wykorzystanie książki Stefana Roweckiego o walkach ulicznych). Już wtedy używał pseudonimu Walter.
W latach 1936–1938 brał udział w wojnie domowej w Hiszpanii po stronie republikańskiej przeciwko rebelii gen. Francisco Franco, pod pseudonimem generał Walter. Dowodził tam kolejno: XIV Brygadą Międzynarodową im. Marsylianki, Dywizją A i 35 Dywizją Międzynarodową. Nie objął jednak bezpośredniego dowództwa nad oddziałem, w którego skład wchodzili ochotnicy z Polski, tzw. Dąbrowszczaków. W czasie walk w Hiszpanii brał udział w bitwach na Froncie Południowym, m.in. pod Montoro, Lopero i Percuną nieopodal Kordoby. W 1937 objął dowództwo nad tzw. Dywizją A (w jej składzie znajdowały się Brygada V i XIX), która walczyła w rejonie Madrytu. Następnie objął dowództwo 35 Dywizji Międzynarodowej w V Korpusie komunistycznej Hiszpańskiej Armii Ludowej. Wyróżnił się w ofensywie saragoskiej i podczas odwrotu na froncie aragońskim. Oprócz walk z oddziałami frankistowskimi, przeprowadzał czystki w szeregach ochotników międzynarodowych oraz pośród jeńców wojennych.
Przyjaźnił się z pisarzem Ernestem Hemingwayem, który w swojej książce Komu bije dzwon uwiecznił go w postaci generała Golza. Sam Świerczewski został później autorem prac zebranych w książce W bojach o wolność Hiszpanii.
W czerwcu 1938 otrzymał rozkaz powrotu do ZSRR, gdzie został oddany do dyspozycji Głównego Zarządu Kadr Ludowego Komisariatu Obrony. Następnie został odznaczony Orderem Czerwonego Sztandaru oraz Orderem Lenina. W 1940 ukończył pracę pt. Operacja saragoska, w celu uzyskania tytułu kandydata nauk wojskowych, o działaniach Brygad Międzynarodowych na froncie saragoskim, za co otrzymał tzw. nagrodę stalinowską. W ramach fali „wielkiej czystki” został aresztowany wraz z bratem Maksymem. Uwolniony w 1940 powrócił do służby na stanowisko starszego wykładowcy katedry służby sztabów w Akademii Wojskowej im. Frunzego, które zajmował do 1941. W międzyczasie w 1940 został mianowany generałem majorem Armii Czerwonej. W okresie od stycznia do czerwca 1941 był komendantem kursu Grup Specjalnych w Akademii im. Frunzego.

### Wojna z Niemcami

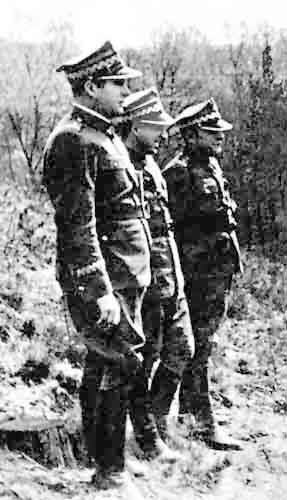
Od prawej ku lewej: Karol Świerczewski, Marian Spychalski, Michał Rola-Żymierski nad Nysą w 1945 r.

Po ataku Niemiec na ZSRR 22 czerwca 1941 został dowódcą 248 Dywizji Strzelców na Froncie Zachodnim. W listopadzie 1941 nad Wiaźmą, na skutek popełnionych błędów, dowodzona przez niego dywizja została rozbita podczas odwrotu w bitwie pod Moskwą. Z 10 tysięcy żołnierzy podlegających Świerczewskiemu przy życiu pozostało zaledwie pięciu. Dowództwo, widząc rażącą niekompetencję i pogłębiający się alkoholizm Świerczewskiego, na dwa lata przesunęło go do szkolenia rezerw. Decyzję tę podjął marszałek Gieorgij Żukow, nie chcąc drażnić Józefa Stalina, który wcześniej zalecał przydzielenie Świerczewskiego do służby na froncie w Armii Czerwonej. Fakt, iż Świerczewski większość rozkazów wydawał w stanie upojenia alkoholowego, co miało tragiczne konsekwencje dla żołnierzy, opisywał także Zygmunt Berling w swojej książce Wspomnienia wydanej w 1990. Błędy dowódcze spowodowały, iż w 1942 Świerczewski został skierowany na tyły frontu, gdzie został dowódcą 43 Zapasowej Brygady Strzeleckiej w Syberyjskim Okręgu Wojskowym. Następnie, w okresie od lutego 1942 do czerwca 1943, był komendantem Kijowskiej Szkoły Oficerskiej.

### Generał Ludowego Wojska Polskiego

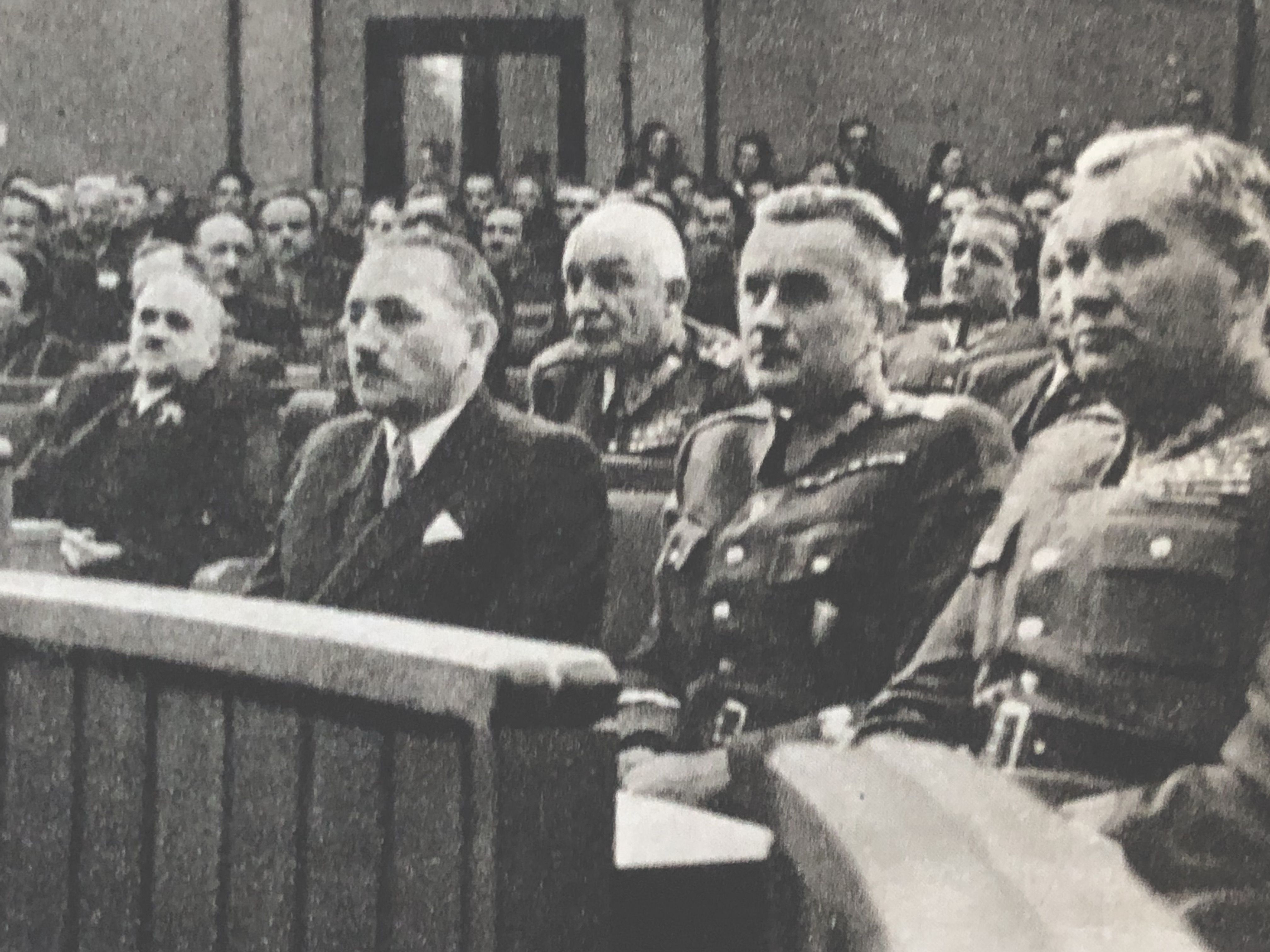
Posiedzenie Sejmu Ustawodawczego w 1947, w pierwszym rzędzie od prawej Stanisław Popławski, Piotr Jaroszewicz i Bolesław Bierut, w drugim rzędzie Karol Świerczewski

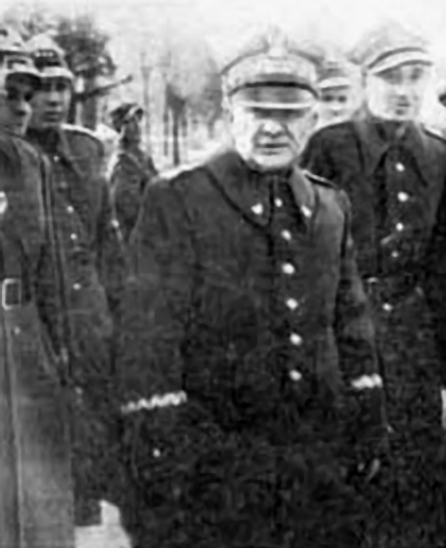
Karol Świerczewski podczas ostatniej inspekcji w OW Kraków

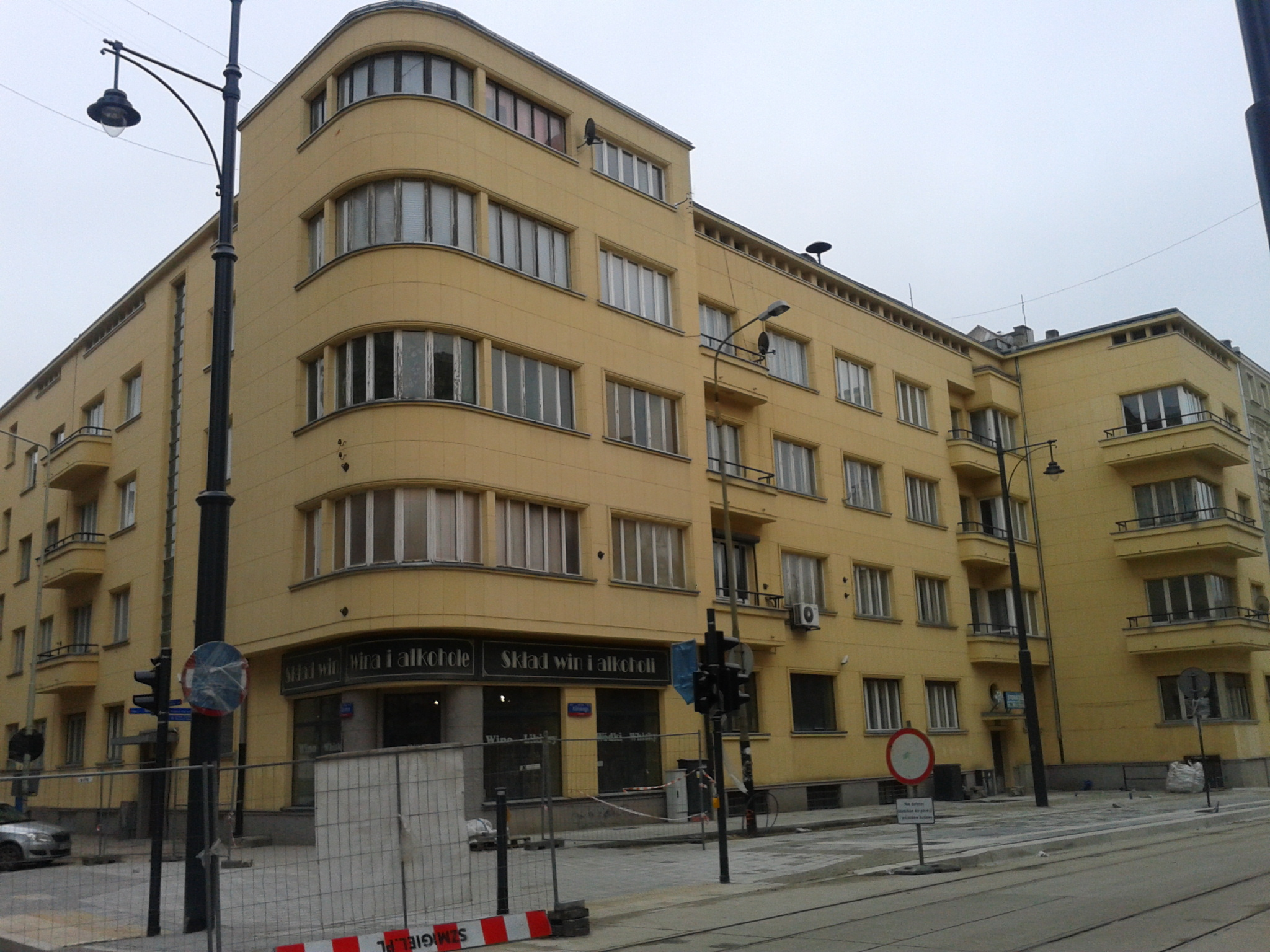
Kamienica przy ul. Jana Kilińskiego 82 w Łodzi – ostatnie miejsce zamieszkania K. Świerczewskiego

W sierpniu 1943 Stalin skierował „Waltera” do organizowanych pod swym patronatem Polskich Sił Zbrojnych w ZSRR. 18 sierpnia 1943 przybył do obozu w Sielcach nad Oką jako zastępca dowódcy 1 Korpusu Polskich Sił Zbrojnych w ZSRR. W styczniu 1944 został członkiem tajnego Centralnego Biura Komunistów Polski przy Komitecie Centralnym WKP (b).
W marcu 1944 awansował do stopnia generała dywizji WP i został mianowany zastępcą dowódcy 1 Armii Polskiej w ZSRR do spraw liniowych. Jego alkoholizm oraz lekceważenie życia i zdrowia podległych mu żołnierzy wywoływało liczne konflikty z gen. Zygmuntem Berlingiem, dowódcą 1 Armii WP. Częściowo z tego też względu odsunięty od dowodzenia, w okresie od sierpnia do września 1944 organizował 2 Armię WP, a następnie 3 Armię WP. Wiele kontrowersji budzi jego rola w sądach wojskowych przy 2 Armii WP w Lublinie, w Kąkolewnicy, w Uroczysku Baran wydających wyroki na byłych żołnierzy Armii Krajowej. Niektórzy autorzy informacje o chorobie alkoholowej Świerczewskiego, uznają za przesadzone i wynikające z osobistych uprzedzeń lub walki o władzę w strukturach wojskowych.
W grudniu 1944 został dowódcą 2 Armii WP podczas operacji łużyckiej. Na jej czele brał udział w działaniach bojowych w forsowaniu Nysy Łużyckiej, na terenie Łużyc i Czech w kwietniu i maju 1945, gdzie ponownie wykazał niekompetencję w dowodzeniu. Operacja łużycka 2 Armii WP spowodowała olbrzymie straty wśród żołnierzy. Przyczyną niepowodzenia były błędy Świerczewskiego w dowodzeniu, spowodowane częściowo problemem alkoholowym generała. Polscy historycy wojskowości, C. Grzelak, H. Stańczyk i S. Zwoliński, w swojej monografii z 1993 (Bez możliwości wyboru: Wojsko Polskie na Froncie Wschodnim 1943–1945), wypowiadają się o stylu dowodzenia Świerczewskiego i jego sztabu bardzo krytycznie: Winę za niepowodzenia i doznane straty ponosi dowództwo armii, a po części także dowództwa związków taktycznych i samodzielnych oddziałów. Nie potrafiły bowiem w trudnych momentach walki zachować prężności dowodzenia, a często podejmowały decyzje sprzeczne z podstawowymi zasadami walki. (...) Największa odpowiedzialność spada jednak bezpośrednio na dowódcę armii, który (...) dopuścił do samorzutnego rozerwania jej sił, a w obliczu rysującego się niebezpieczeństwa nie potrafił ich w porę skoncentrować w najważniejszym miejscu. Mimo iż dopuścił się błędów dowódczych i przyczynił się do klęski podległych mu oddziałów, decyzją KRN z 11 maja 1945 Świerczewski został mianowany generałem broni w Korpusie Oficerów Piechoty z dniem 3 maja 1945.
Od 3 czerwca do 26 września 1945 pełnił stanowisko generalnego inspektora osadnictwa wojskowego. We wrześniu 1945 został mianowany przez marszałka Michała Żymierskiego dowódcą „Armii Polskiej na Zachodzie” z zadaniem wyjazdu do Londynu, objęcia dowództwa nad Polskimi Siłami Zbrojnymi na Zachodzie i zorganizowania ich powrotu do Polski. Wobec sprzeciwu rządu brytyjskiego, a przede wszystkim ówczesnego ministra spraw zagranicznych Ernesta Bevina, „Dowództwo Armii Polskiej na Zachodzie” zostało zlikwidowane, a 15 października 1945 do Londynu została skierowana Polska Misja Wojskowa na czele z generałem brygady Izydorem Modelskim.
27 września 1945 został dowódcą Okręgu Wojskowego Nr III w Poznaniu. W dniu 14 lutego 1946 został mianowany II wiceministrem Obrony Narodowej. W tym czasie mieszkał w Łodzi, w luksusowej modernistycznej kamienicy przy ul. J. Kilińskiego 82.
Od września 1944 był członkiem KC PPR. Był delegatem powiatowej miejskiej organizacji partyjnej na pierwszy zjazd PPR w grudniu 1945. W latach 1944–1947 był posłem do Krajowej Rady Narodowej. 19 stycznia 1947, w wyniku sfałszowanych przez komunistów wyborów parlamentarnych, został posłem na Sejm Ustawodawczy z okręgu nr 34 Gniezno. 4 lutego 1947 został powołany na członka sejmowej komisji wojskowej z ramienia PPR. W czasie pełnienia tych funkcji realizował ściśle stalinowskie wytyczne polityczne, m.in. odmawiając prawa łaski żołnierzom AK skazanym na śmierć.

### Śmierć

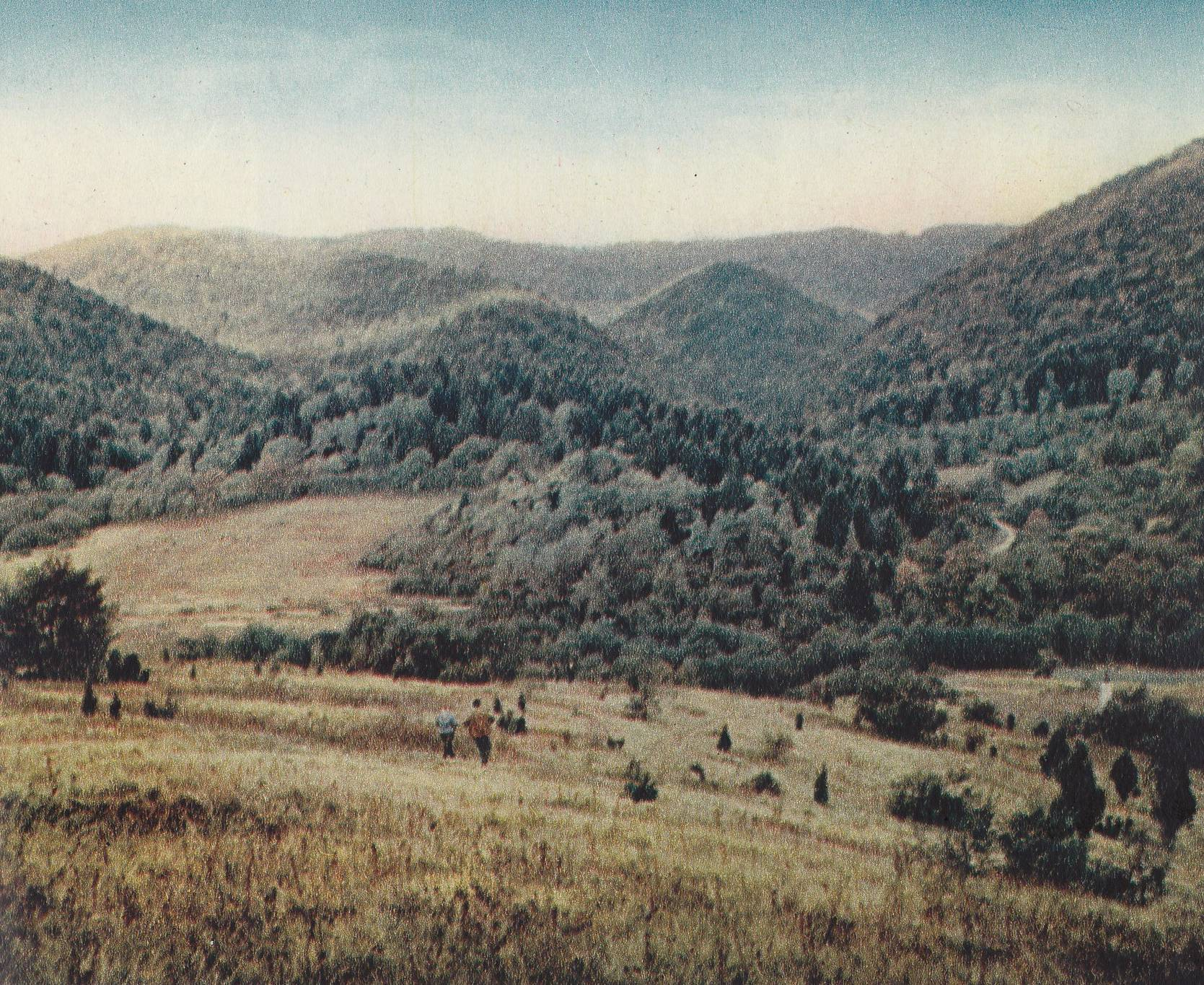
Panorama Jabłonek, miejsce potyczki (1968)

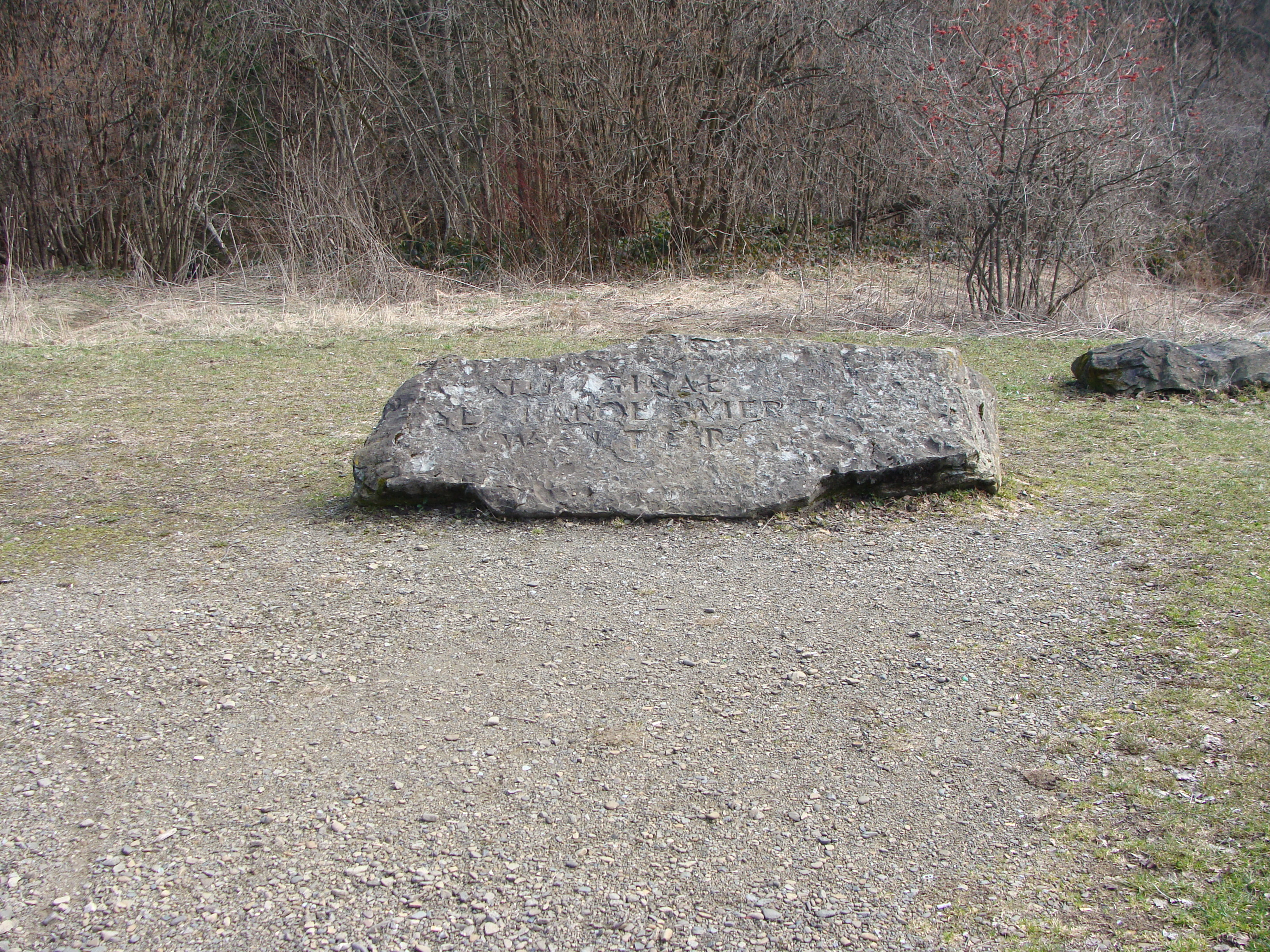
Jabłonki – kamień upamiętniający miejsce śmierci gen. Karola Świerczewskiego

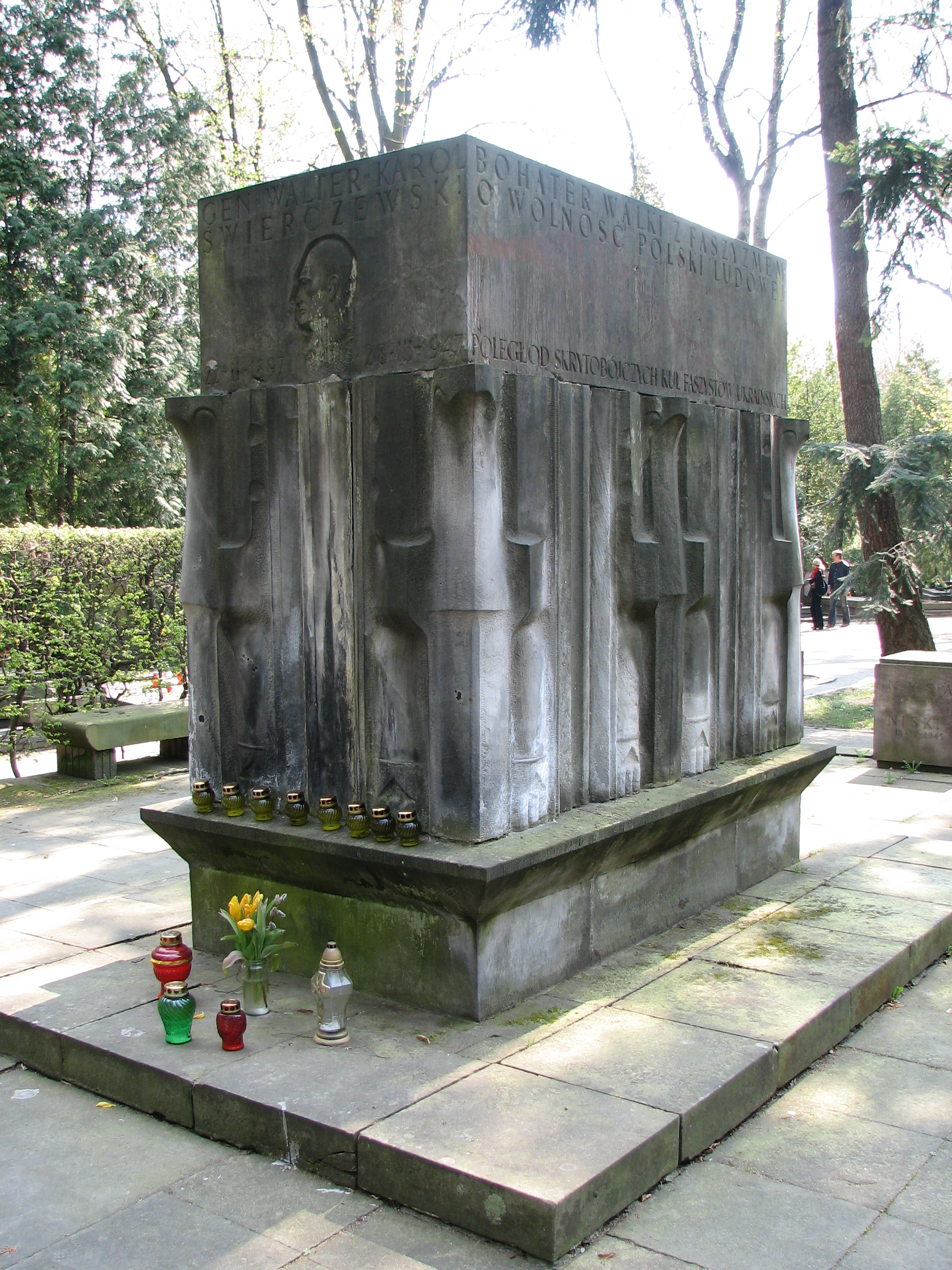
Grób Karola Świerczewskiego na Cmentarzu Wojskowym na Powązkach w Warszawie

23 marca 1947 przybył samolotem z Warszawy do Krakowa i od tego czasu odbywał inspekcję garnizonów wojskowych w województwach krakowskim oraz rzeszowskim (Rzeszów, Jarosław, Przemyśl, Sanok, Baligród). 27 marca przyleciał samolotem do Krosna, skąd wybrał się do Sanoka celem dokonania inspekcji stacjonującego w tym mieście sztabu 8 Dywizji Piechoty. Tego samego dnia 27 marca około godz. 16 wraz z wyższymi oficerami przyjechał do Sanoka dwoma samochodami, podróżując Oplem. Przed siedzibą sztabu 8 Dywizji Piechoty, mieszczącą się w obecnej kamienicy przy ul. Kazimierza Wielkiego 8, przywitali go ówczesny burmistrz Michał Hipner, wiceburmistrz Józef Bubella, działacz PPS Roman Baczyński, dyrektor Muzeum Ziemi Sanockiej Stefan Stefański, komendant powiatowy MO Kazimierz Rzeszutko, oraz Filip Schneider dyrektor Sanockiej Fabryki Wagonów „Sanowag” (według różnych relacji generał odwiedził tego dnia tę fabrykę lub zamierzał uczynić to nazajutrz). Następnie w sztabie 8 Dywizji Piechoty odbył naradę, w której uczestniczyli dowódca Okręgu Wojskowego V Kraków, gen. Mikołaj Prus-Więckowski, dowódca 8 Dywizji Piechoty płk Józef Bielecki i szef sztabu 8 Dywizji Piechoty płk Kazimierz Ilnicki.
Ostatnią noc 27/28 marca 1947 generał spędził w ww. budynku w Sanoku. Nazajutrz, w piątek 28 marca 1947 Świerczewski wczesnym rankiem przybył do Leska, gdzie w towarzystwie gen. Prus-Więckowskiego i płk. Bieleckiego odbył inspekcję 34 Pułku Piechoty, którego dowódcą był ppłk Jan Gerhard. Stamtąd wyruszyli do Baligrodu, gdzie stacjonował jeden z batalionów pułku (towarzyszyli im ppłk Jan Gerhard i kpt. Aleksander Cesarski). Na miejscu Świerczewski ok. godz. 7.30 odwiedził cmentarz wojenny, odebrał raport dowódcy batalionu kpt. Henryka Karczewskiego, rozmawiał z żołnierzami oraz mieszkańcami i wójtem Trześniowskim.
Według relacji Jana Gerharda generał dowiadując się, iż Baligród nie jest ostatnim wysuniętym na południe garnizonem, po zakończeniu inspekcji i w czasie planowanego powrotu do Leska, ok. godz. 9 nieoczekiwanie zdecydował się jeszcze na kontrolę posterunku 37 Komendy i 4 Konnej Grupy Manewrowej Wojsk Ochrony Pogranicza w Cisnej. W tym czasie w południowo-wschodniej Polsce trwały walki z oddziałami Ukraińskiej Powstańczej Armii. Pomimo odradzania tego wyjazdu przez kpt. Karczewskiego, kolumna wojskowa wyruszyła zgodnie z zarządzeniem generała. Tuż za Baligrodem awarii uległ jadący jako pierwszy w kolumnie samochód Dodge. Po przebyciu 6 km, ok. godz. 10 kolumna wpadła w zasadzkę członków sotni „Chrina” i „Stacha” UPA (na krótko wcześniej schodzącej ze szczytu Chryszczatej), które miały mieć ok. sześciokrotną przewagę liczebną nad grupą inspekcyjną. Początkowo generał rozkazał kierowcy przyspieszyć, a po przejechaniu mostku na strumieniu polecił zatrzymać się i zająć pozycje przy szosie. Podczas potyczki pod Jabłonkami gen. Świerczewski został trzykrotnie trafiony, w wyniku czego poniósł śmierć ok. godz. 11. Prócz niego zginęli ppor. Józef Krysiński oraz kierowca generała, kpr. Stefan Strzelczyk. Rannych w zdarzeniu zostało kilku innych żołnierzy. Przebywali oni w szpitalu w Sanoku (zarówno ww. polegli, jak i kilku rannych zostali odznaczeni).
Zwłoki Świerczewskiego zostały przewiezione przez Baligród (tam dokonano oględzin lekarskich jego ciała), Lesko, następnie na platformie samochodu ciężarowego ZiS wczesnym rankiem 29 marca do Sanoka, gdzie odbyły się pierwsze uroczystości żałobne, następnie do Krosna, Rzeszowa, na lotnisko Jasionka, skąd przetransportowano je samolotem transportowym typu DC-3 Dakota do Warszawy. Pomimo wielokrotnie deklarowanego ateizmu, zorganizowano mu katolicki pogrzeb. Przy trumnie wystawionej w Centralnym Domu Żołnierza egzekwie odprawiał Dziekan Generalny Wojska Polskiego ks. płk Stanisław Warchałowski.
Został pochowany 1 kwietnia 1947 w Alei Zasłużonych na cmentarzu Wojskowym na Powązkach (kwatera A27-AZ-2) z udziałem władz partyjnych, państwowych i kościelnych. W dniach od 31 marca do 2 kwietnia 1947 obowiązywała trzydniowa żałoba w Wojsku Polskim. W pierwszą rocznicę śmierci na cmentarzu Wojskowym ustawiono pomnik nagrobny. Ma on postać sarkofagu z piaskowca umieszczonego na cokole. Jego autorem był Jan Ślusarczyk.

### Śledztwo
Władze państwowe powołały dwie komisje celem wyjaśnienia sprawy. Pierwszą w Sztabie Generalnym reprezentował płk Kossowski. Druga komisja prowadziła dochodzenie z ramienia Urzędu Bezpieczeństwa pod nadzorem Anatola Fejgina, Józefa Różańskiego i Głównego Zarządu Informacji. Sztabowa komisja wojskowa wytknęła w raporcie niewystarczającą i nieprzeszkoloną ochronę, nieprzygotowanie na wypadek zasadzki, prowadzenie komunikacji telefonicznej w niewłaściwy sposób umożliwiający ujawnienie tajemnicy wojskowej oraz ustaliła dokonanie napadu przez oddział UPA. Raport sporządzony przez śledczych z UB ocenił ochronę transportu za wystarczającą, natomiast wskazał brak rozeznania generała odnośnie stanu bezpieczeństwa w rejonie inspekcji. Jednocześnie wskazano, że Karol Świerczewski poległ w zasadzce zorganizowanej przez oddział UPA, sotnię „Bira”. Wywnioskowano to z faktu, że 1 kwietnia 1947 ta jednostka napadła na polskich WOP-istów z Cisnej i na tej podstawie uznano, że jest odpowiedzialna także za zamach na generała cztery dni wcześniej. Później jednak twierdzono, że dokonała tego sotnia „Chrina”, która oczekując na dostawę zaopatrzenia, natrafiła na inspekcję wojskową dowodzoną przez samego generała.
Sprawa wyjaśnienia śmierci generała została wznowiona na przełomie 1970/1971. Miała być wówczas powołana kolejna komisja pod przewodnictwem Mariana Naszkowskiego (jednym z członków był Jan Gerhard). Wynik jej prac nie doczekał się publikacji w związku z kradzieżą raportu oraz niewyjaśnioną śmiercią Jana Gerharda.

### Kwestie sporne
Okoliczności śmierci Świerczewskiego wzbudzały i nadal wzbudzają sporo emocji i są powodem licznych dywagacji. Sprzeczne były zeznania naocznych wojskowych świadków opisujące zdarzenie (m.in. kwestie dotyczące chwili śmierci Świerczewskiego oraz długości trwania potyczki). Inna sprzeczność dotyczy tożsamości oddziału UPA, który miał dokonać napadu, jako że według zeznań świadków schwytanych przez wojsko okazało się jednak, że były to czoty z sotni „Chrina” i „Stacha”. Potwierdził to historyk Grzegorz Motyka w swojej publikacji pt. Tak było w Bieszczadach (1999).
29 września 1952 został aresztowany przez GZI MON pod fałszywym zarzutem udziału, z inspiracji wywiadu francuskiego, w spisku na życie gen. Świerczewskiego, Jan Gerhard. Inicjatorami spisku mieli być rzekomo Marian Spychalski oraz marszałek Michał Żymierski. Gerhard został zwolniony w 1954. Według historyka Grzegorza Motyki hipoteza o tym zamachu jest nieuprawniona.
Komisja dochodzeniowa oficjalnie podała, iż Karol Świerczewski zginął od dwóch kul – tymczasem na mundurze generała zachowanym w Muzeum Wojska Polskiego wskazano ślady trzech kul (również na płaszczu, którego zdjęcie opublikowano w albumie poświęconym generałowi z 1971) oraz dodatkowo ślad w tylnej części munduru będący efektem przebicia materiału prawdopodobnie przez bagnet wojskowy (lub inne ostre narzędzie).
Wątpliwości te rozpatrywał również Dariusz Baliszewski pisząc (2009): „dokumenty i świadectwa dziś ujawniane dopiero zaczynają prawdziwe śledztwo w sprawie śmierci generała. Być może śledztwo to wyjaśni niezwykłą wizytę Świerczewskiego w Moskwie 22 lutego 1947 roku, podczas której Stalin miał zaproponować Świerczewskiemu objęcie Ministerstwa Bezpieczeństwa Publicznego. Być może śledztwo to wyjaśni także niepojętą przemianę Świerczewskiego, który według wielu świadectw z komisarza politycznego stał się człowiekiem manifestującym swą polskość, rozczytującym się w polskiej poezji i literaturze i dyskryminującym oficerów radzieckich, którzy nie umieli się po polsku zameldować.[...] Ci, którzy go dobrze znali, twierdzą, że Świerczewski w Polsce nagle po wojnie odnalazł utraconą przed laty ojczyznę i chciał już na zawsze pozostać Polakiem.”[...]

## Legenda, upamiętnienia i kontrowersje

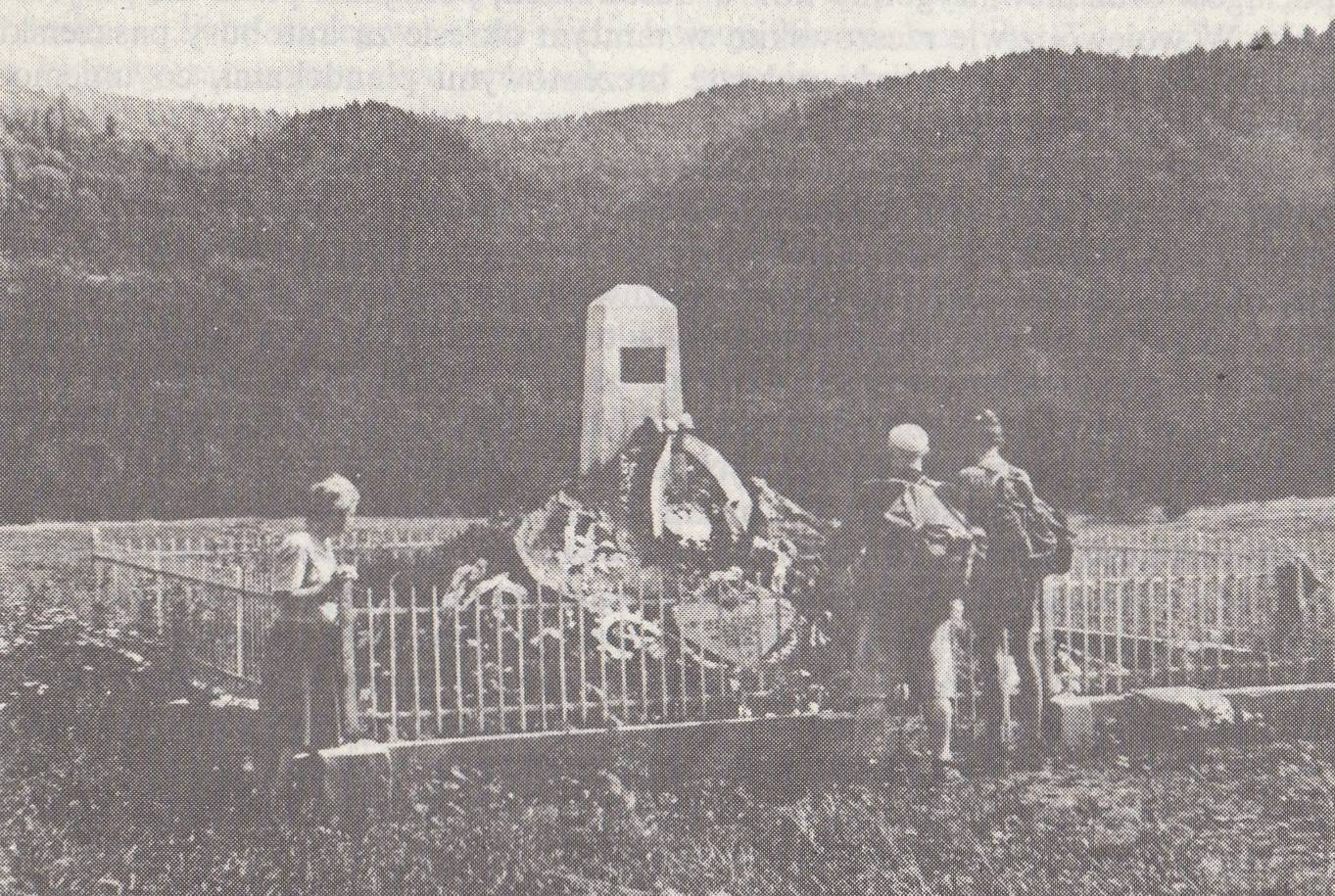
Pierwszy pomnik Karola Świerczewskiego w Jabłonkach (1952)

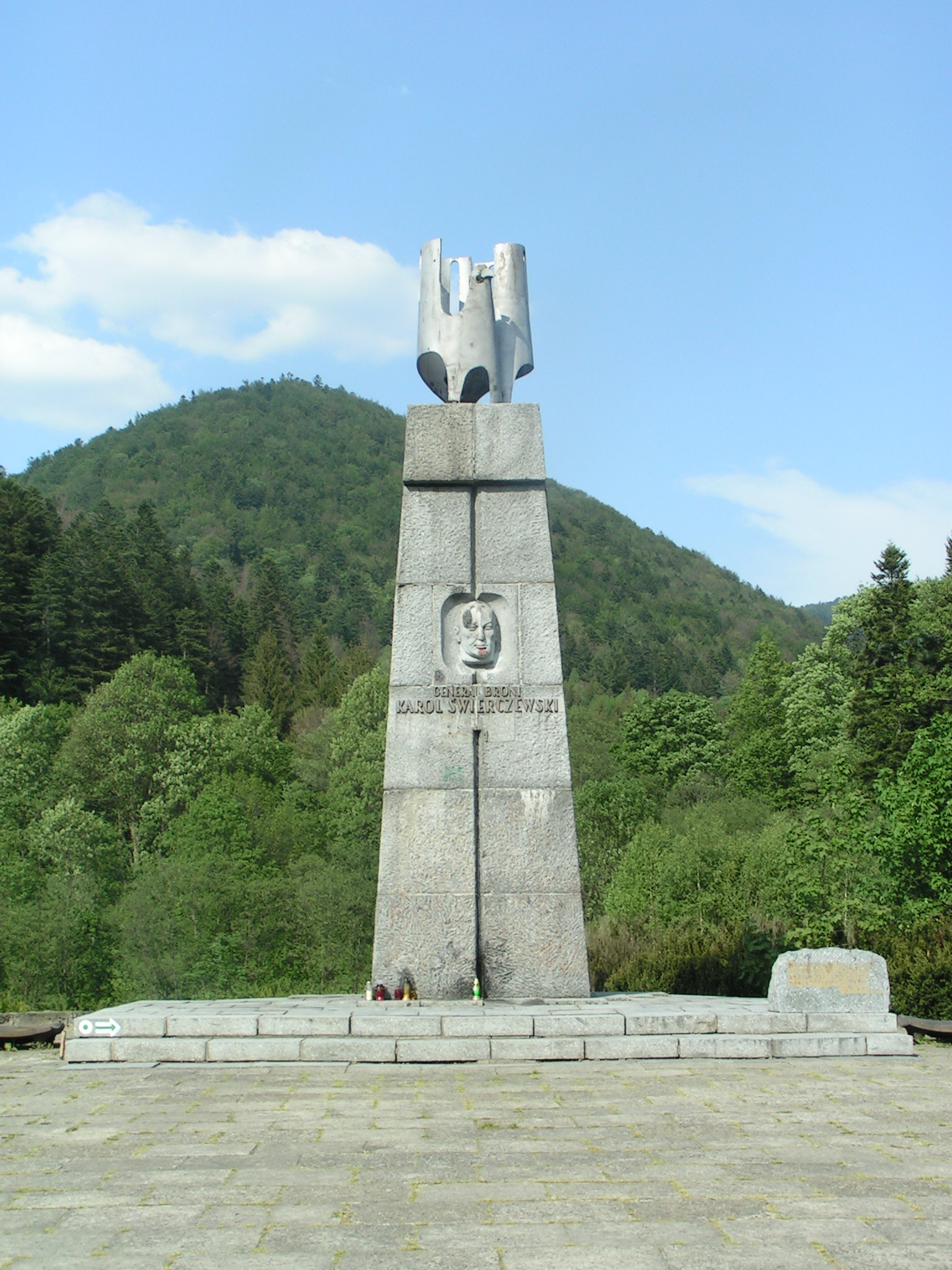
Nieistniejący drugi pomnik Karola Świerczewskiego Waltera w Jabłonkach (w tle góra Walter)

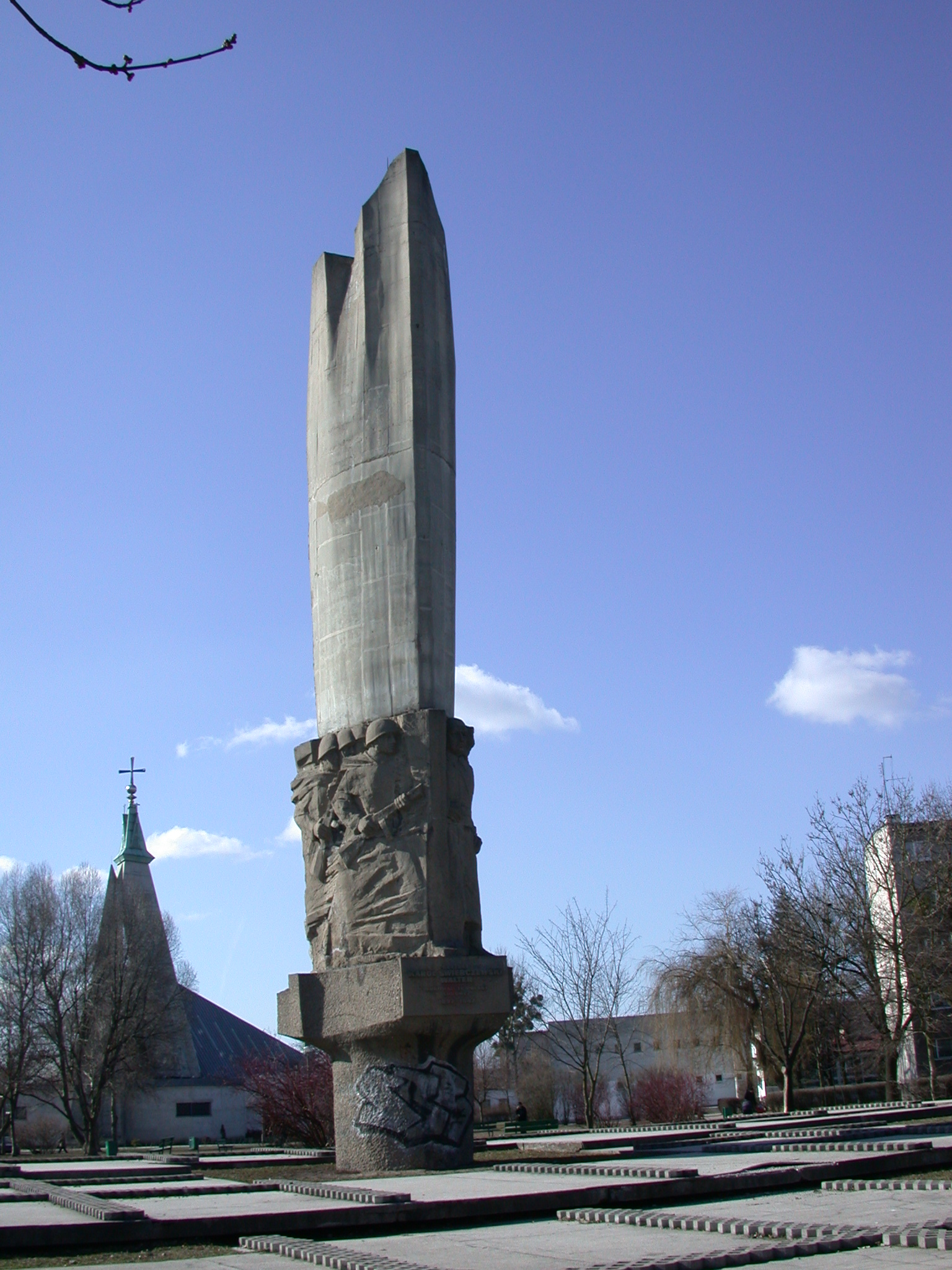
Nieistniejący pomnik gen. Karola Świerczewskiego w Poznaniu

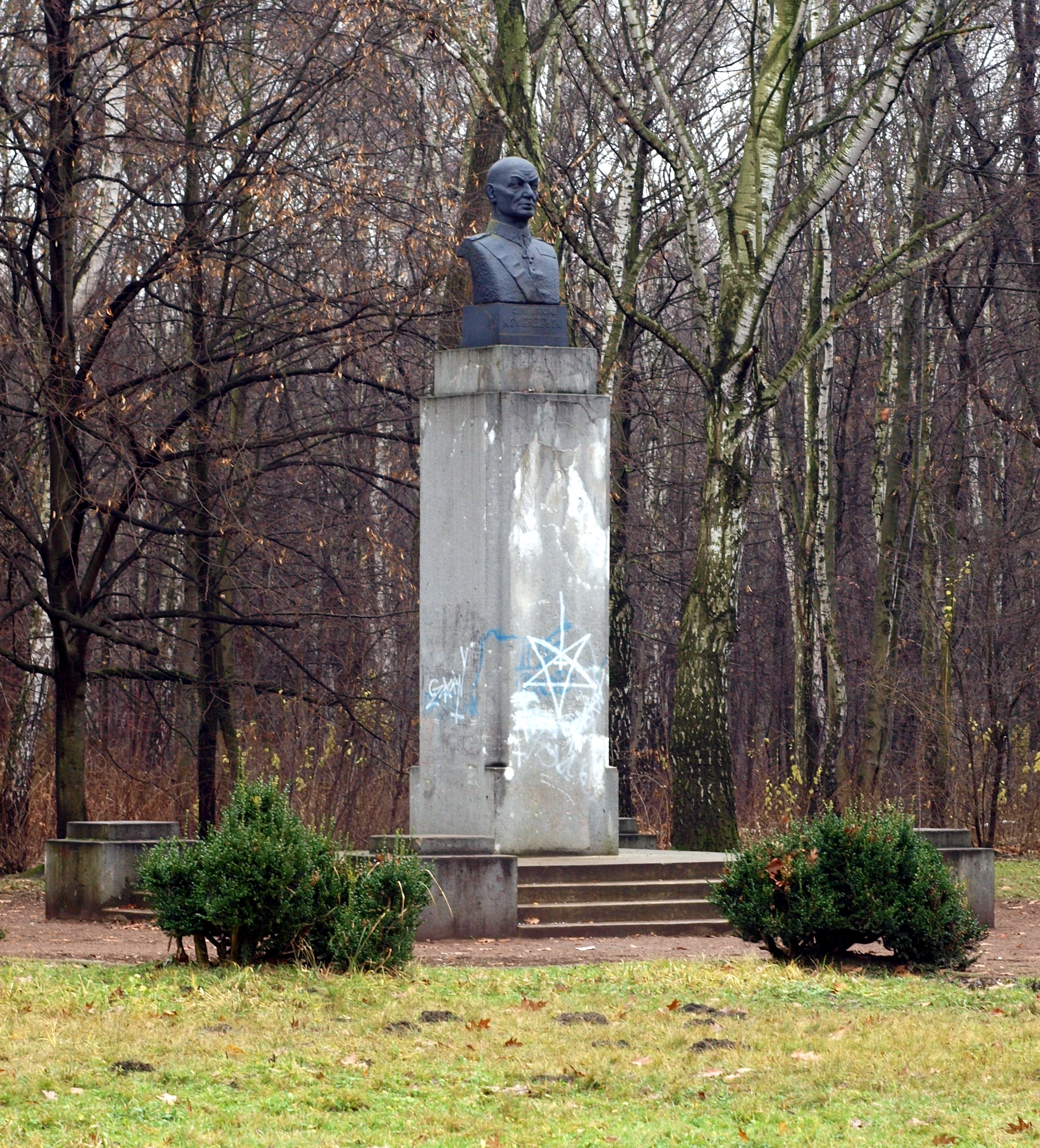
Nieistniejący pomnik gen. Karola Świerczewskiego w Zabrzu

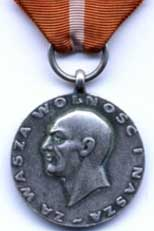
Medal „Za waszą wolność i naszą” z podobizną generała

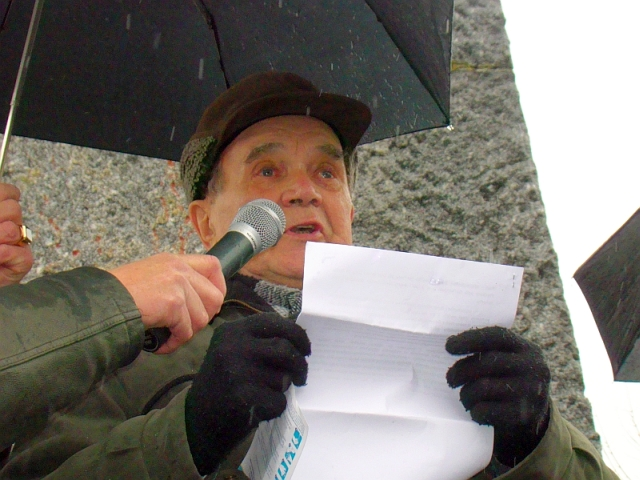
Apel poległych przy pomniku w Jabłonkach czyta 31 marca 2012 porucznik Adolf Drążek – ostatni żyjący żołnierz kolumny inspekcyjnej gen. Świerczewskiego z dnia 28 marca 1947

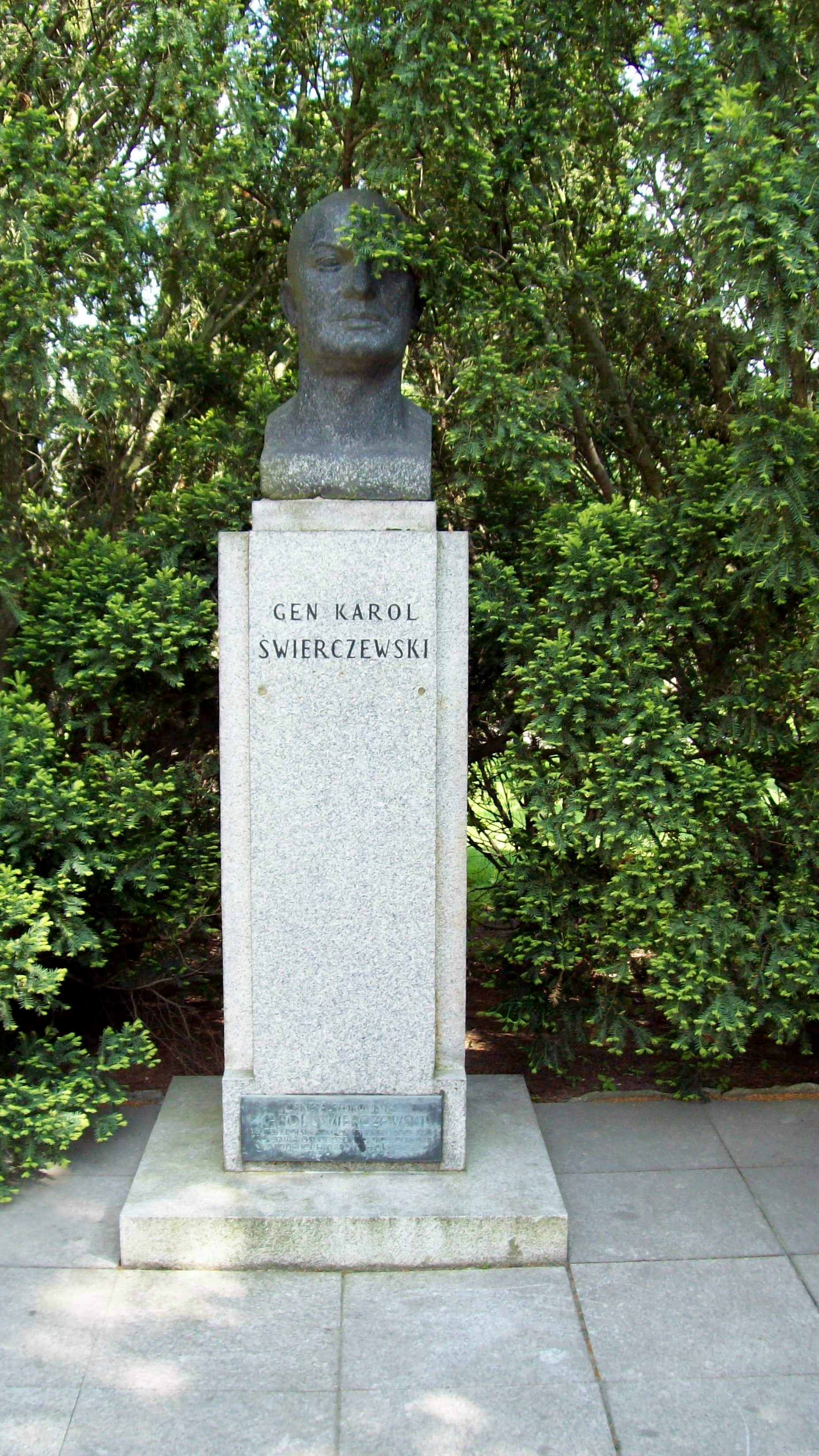
pomnik gen. Świerczewskiego, Mělník

Władze PRL wykreowały Świerczewskiego na bohatera narodowego, czyniąc go ikoną komunistycznej propagandy. Jako „generał Walter” został bohaterem wielu legend i mitów, niewiele mających wspólnego z rzeczywistością. Już na drugi dzień po zgonie Biuro Polityczne Polskiej Partii Robotniczej odznaczyło go Krzyżem Wielkim Orderu Wojennego Virtuti Militari oraz postanowiono o budowie pomnika, przemianowaniu ulicy i nazwy fabryki na jego imienia i utworzeniu stypendium jego imienia na Akademii Wojennej. W uchwale Sejmu z 15 kwietnia 1947 stwierdzono, iż Generał Karol Świerczewski dobrze zasłużył się Ojczyźnie i Narodowi Polskiemu.
Na fasadzie kamienicy w Sanoku, gdzie generał spędził ostatnią noc w życiu, odsłonięto tablicę pamiątkową. Została odsłonięta 27 marca 1953 w przeddzień szóstej rocznicy śmierci generała. Szczyt w pobliżu miejsca śmierci generała, noszący pierwotnie nazwę Woronikówka, w 1967 przemianowano na Walter. W 30. rocznicę śmierci generała w 1977 pobliskie wsie: leżące nieopodal Jabłonek Rabe i Hłomcza w gminie Sanok zostały przemianowane w hołdzie K. Świerczewskiemu (Rabe na Karolów, Hłomcza na Świerczewo); zmienione nazwy istniały do 1983 r.
W Muzeum Wojska Polskiego w Warszawie ustanowiono salę honorową poświęconą generałowi Karolowi Świerczewskiemu. Od 1945 do 1956 działał Korpus Kadetów im. gen. Karola Świerczewskiego w Warszawie, gdzie przy placówce odsłonięto pomnik z popiersiem generała. Został także patronem licznych szkół (m.in. w 1963 Technikum Mechaniczne w Sanoku), zwłaszcza podstawowych, również poza granicami PRL (np. w 1987 w czechosłowackim Stropkovie). Jego imieniem nazwano wiele instytucji, zakładów przemysłowych (np. Włókiennicza Spółdzielnia Pracy im. gen. Karola Świerczewskiego w Radymnie) i ulic, m.in. jako „aleję Świerczewskiego” warszawską trasę W-Z (współczesną aleję „Solidarności”), ulicę i osiedle w Bełchatowie, Akademię Sztabu Generalnego w Rembertowie (tam odsłonięto popiersie 28 marca 1962), Akademię Wychowania Fizycznego w Warszawie (tam odsłonięto tablicę pamiątkową), Pomorską Akademię Medyczną w Szczecinie, Fabrykę Wyrobów Precyzyjnych VIS w Warszawie, Zakłady Mechaniczne „Zamech” w Elblągu, hutę Andrzeja w Zawadzkiem, Zakłady Metalowe „Łucznik” im. gen. Waltera w Radomiu oraz Spółdzielnię Inwalidów Przemysłu Cukierniczego „Walter” na warszawskim Grochowie. Oprócz wspomnianej wyżej alei w Śródmieściu jego imię nosiła ul. Generała Waltera w Falenicy (zmieniona w grudniu 2013 na Zatrzebie), Staszowie (zmieniona w kwietniu 2013 na Józefa Piłsudskiego), czy w Białej Podlaskiej (zmienioną w 1992 na Józefa Piłsudskiego). Imieniem Karola Świerczewskiego nazwano Rzeszowski Pułk Obrony Terytorialnej, Rzeszowską Chorągiew ZHP. Świerczewskiego za patrona obrała sobie także organizacja młodzieżowa „walterowcy”, do której należeli m.in. Jacek Kuroń i Adam Michnik.
18 października 1956, w 20. rocznicę utworzenia pierwszych jednostek polskich w Republikańskiej Armii Hiszpańskiej, został ustanowiony Medal „Za waszą wolność i naszą”, na którego awersie została umieszczona podobizna Karola Świerczewskiego, a ponadto generał został pośmiertnie odznaczony tym medalem. Edmund Majkowski był autorem medalionu upamiętniającego generała z 1962. Inne medale upamiętniające Karol Świerczewskiego zostały wybite w 1976 i 1977, a zaprojektowany zostały przez Wiesława Müldner-Nieckowskiego i Józefa Misztelę. Wizerunek generała tworzyli w swoich dziełach artyści rzeźbiarze i malarze: Jerzy Jarnuszkiewicz, Tadeusz Kulisiewicz, Wiktor Langner, Xawery Dunikowski, Jerzy Lutomski, Jan Zamoyski, Alfred Jesiorn, Bronisława Wilimowska, Kazimierz Gustaw Zemła, Alfons Karny.
Podobizna Świerczewskiego widniała na monecie 10-złotowej z 1967 roku. Moneta ta została wybita z miedzioniklu w nakładzie 2 milionów egzemplarzy, miała średnicę 28 mm, wagę 9,5 g, rant ząbkowany. Jego wizerunek widniał także na banknocie o nominale 50 zł, będącym w obiegu w latach 1975–1994. Poczta Polska wielokrotnie upamiętniała go na znaczkach pocztowych. W latach 80. był organizowany cykliczny Międzynarodowy Maraton Walterowski w łyżwiarstwie szybkim oraz bieg sztafetowy do Jabłonek.
W 1948 Janina Broniewska wydała hagiograficzną biografię generała – O człowieku, który się kulom nie kłaniał.
Poeci opiewali generała w swoich utworach: Władysław Broniewski był autorem poematu pt. Opowieść o życiu i śmierci Karola Waltera-Świerczewskiego, robotnika i generała, francuski poeta Paul Éluard napisał Wiersz na śmierć generała Świerczewskiego, Mieczysław Jastrun – Tren na śmierć generała Świerczewskiego, Leon Pasternak – No passaran!, Robert Stiller – Serce generała. Książkę biograficzną o generale w 1977 wydał także radziecki oficer i pisarz Emil Kardin (pt. Ile trwa półwiecze?). W 1953 powstał film biograficzny pod tytułem Żołnierz zwycięstwa w reżyserii Wandy Jakubowskiej z Józefem Wyszomirskim w roli głównej.
W miejscu śmierci generała 18 kwietnia 1948 odsłonięto pierwszy pomnik. Drugi pomnik Karola Świerczewskiego Waltera w Jabłonkach odsłonięto w 1962 w tym samym miejscu. Naprzeciw pomnika, w 40. rocznicę śmierci generała 28 marca 1987 przy udziale córek generała – Antoniny, Marty i Zorii – został otwarty „Dom Pamięci gen. Karola Świerczewskiego”, którego ekspozycję przygotowali pracownicy Muzeum Wojska Polskiego w Warszawie, Ireneusz Wojciechowski i Henryk Bielecki. Obiekt działał jako filia Muzeum Historycznego w Sanoku pod kierownictwem Edwarda Zająca i był finansowany z budżetu miasta Sanoka. Próby zniszczenia monumentu w latach dziewięćdziesiątych XX wieku skończyły się niepowodzeniem, na skutek ostrego protestu mieszkańców Bieszczadów, gdzie Świerczewski wciąż cieszy się sympatią części mieszkańców. Ostatecznie monument zburzono w 2018, po wejściu w życie przyjętej przez Sejm RP ustawy dekomunizacyjnej.
Inny, blisko 16-metrowy pomnik, który stał w Poznaniu przez 30 lat przy ul. Grochowskiej, został rozebrany 8 czerwca 2009 (decyzje podjęły władze miasta, a przeciw zburzeniu protestowali członkowie Obywatelskiego Ruchu Obrony Pomników i Pamiątek Lewicowych w Wielkopolsce „Walter” oraz m.in. dwaj wiceprzewodniczący Parlamentu Europejskiego: Marek Siwiec i hiszpański deputowany Miguel Ángel Martínez Martínez). Pomnik-popiersie generała odsłonięto 28 marca 1966 w czechosłowackim Mielniku, wyzwolonym przez oddziały 2 Armii WP. Imieniem generała zostały nazwane koszary Narodowej Armii Ludowej NRD.
Instytut Pamięci Narodowej podjął akcję w celu usunięcia nazw ulic i pomników ku czci ideologii m.in. komunistycznej, domagając się m.in. usunięcia nazw ulic imienia Świerczewskiego. Pomnik Świerczewskiego w Zabrzu został usunięty w 2010. Muzeum, które przez wiele lat prezentowało wystawę poświęconą generałowi, jest obecnie domem prywatnym.
W 65. rocznicę śmierci Świerczewskiego 31 marca 2012 miały miejsce uroczystości upamiętniające pod pomnikiem w Jabłonkach. Zostały zorganizowane przez stowarzyszenie „Lepsze Dziś” z Rzeszowa pod hasłem „pojednania polsko-ukraińskiego”, a inicjatywę dofinansował urząd marszałkowski województwa podkarpackiego. Szef Instytutu Pamięci Narodowej Łukasz Kamiński skierował na ręce marszałka województwa podkarpackiego Mirosława Karapyty list, w którym zwrócił uwagę na niestosowność takich uroczystości. Przekazał ponadto na ręce marszałka województwa biogram Świerczewskiego, w którym opisane są jego zbrodnie. Po licznych protestach dofinansowanie zostało cofnięte. Cała sprawa została nagłośniona przez ogólnokrajowe media jako debata nt. gloryfikacji komunizmu.

## Życie prywatne
Młodszy brat Karola, Maksym, zginął na froncie w listopadzie 1943.
W 1920 r. pierwszą żoną Karola Świerczewskiego została Anna Worobiowa, a drugą - Władysława Piechocka.
Jego dziećmi byli: Antonina (ur. 1921, zm. 1985 w ZSRR), kandydat nauk historycznych (1970), radziecka historyk, orientalistka, w latach 1943–1950 pracownik agencji TASS, a w latach 1951–1984 pracownik naukowy Instytutu Orientalistyki Akademii Nauk ZSRR, Zora (ur. 10 października 1924 w ZSRR), Marta (ur. ok. 1936 w ZSRR) i syn z drugiego małżeństwa – Karol Walter (ur. 1946 w Łodzi) został mężem córki Karola Małcużyńskiego).

## Ordery i odznaczenia
Polskie
- Krzyż Wielki Orderu Wojennego Virtuti Militari – 31 marca 1947, pośmiertnie[130][131]
- Krzyż Komandorski Orderu Wojennego Virtuti Militari – 11 maja 1945 (dekoracja w Belwederze 5 sierpnia 1945)[132][133][134]
- Order Budowniczych Polski Ludowej – 22 lipca 1949, pośmiertnie, w grupie pierwszych odznaczonych[135][136]
- Order Krzyża Grunwaldu I klasy – 19 lipca 1945 (uchwała KRN)[137][132]
- Order Krzyża Grunwaldu II klasy – 3 stycznia 1945 (uchwała KRN)[137]
- Złoty Krzyż Zasługi[138]
- Medal za Warszawę 1939–1945 – 8 maja 1946[23]
- Medal za Odrę, Nysę, Bałtyk – 8 maja 1946[139]
- Medal Zwycięstwa i Wolności 1945 – 8 maja 1946[23]
- Odznaka Grunwaldzka – 5 sierpnia 1945[140]
- Odznaka Kościuszkowska – 22 lipca 1946[23]
- Śląski Krzyż Powstańczy – grudzień 1946[141]
- Medal „Za waszą wolność i naszą” – 1956, pośmiertnie[82]
- Medal „Za udział w walkach o Berlin” 1966, pośmiertnie[142]

Zagraniczne
- Order Lenina – dwukrotnie, po raz pierwszy w 1938 (ZSRR)[143]
- Order Czerwonego Sztandaru – trzykrotnie (ZSRR)[144]
- Order Suworowa I klasy (ZSRR)[145]
- Medal „Za wyzwolenie Warszawy” – 8 maja 1946 (ZSRR)[139]
- Medal za Zdobycie Berlina – 8 maja 1946 (ZSRR)[139]
- Medal „Za zwycięstwo nad Niemcami w Wielkiej Wojnie Ojczyźnianej 1941–1945” – 8 maja 1946 (ZSRR)[23]
- Medal jubileuszowy „XX lat Robotniczo-Chłopskiej Armii Czerwonej” – 1938 (ZSRR)[16]
- Order Laurów Madrytu I klasy – maj 1938 (Placa Laureada de Madrid, Hiszpania)[146]
- Order „Za Waleczność” – 17 marca 1946 (Jugosławia)[147][148]
- Order Partyzanckiej (Czerwonej) Gwiazdy – 17 marca 1946 (Jugosławia)[149]
- Czechosłowacki Order Wojskowy za Wolność – 11 marca 1947[150]
- Order Wyzwolenia Czechosłowacji (Czechosłowacja)[potrzebny przypis]
- Order Wyzwolenia Republiki – 1948, pośmiertnie (Hiszpania)[151]